# Ante Trumbić
Ante Trumbić (Split, 1864. május 15. – Zágráb, 1938. november 17.) horvát politikus és jogász volt. Trumbić jobboldali és jugoszláv orientációjú politikus volt, aki később visszatért a horvát államiság gondolatához. Tagja volt a dalmát parlamentnek (1895-1914) és a birodalmi tanácsnak (1897). 1902-től az „új kurzus” politika egyik fő képviselője, 1915-től 1918-ig a Jugoszláv Bizottság elnöke, az 1917-es korfui nyilatkozat egyik aláírója. A háború után a Szerb-Horvát-Szlovén Királyság külügyminisztere lett (1918), a rapallói békeszerződés (1920) után lemondott. Támogatta a föderalizmust és a nemzeti egyenlőséget. Megalapította a Horvát Föderalista Pártot, majd 1928-ban belépett a Horvát Parasztpártba. Kiváló politikusként és diplomataként részt vett minden olyan fontos eseményben, amely az Osztrák–Magyar Monarchia összeomlásával, a délszláv országok egységének megvalósulásával és az első világháború utáni fennmaradásukkal, valamint a Szerb-Horvát-Szlovén Királyság létrejöttével kapcsolatos. Elsősorban a horvát nép érdekeit szem előtt tartva, a horvátok lakta országok számára nehéz körülmények között szembesült a Jugoszláv Királyság által a horvátok számára okozott csalódással, és három évvel az állam felbomlása előtt meghalt.

## Élete
Ante Trumbić 1864-ben született Splitben. Az elemi iskolát és a gimnáziumot Splitben, a jogi fakultást Zágrábban, Bécsben és Grazban végezte, ahol 1890-ben jogi doktorrá avatták. Zágrábi diákkora óta a jobboldali eszméket képviselte, és Trau önkormányzatának titkáraként (1886-1888), majd Splitben bírósági gyakornokként és ügyvédként (1894) ebben az értelemben már nyilvánosan tevékenykedett.

### Ausztria-Magyarországon
Trumbić 1891-től vett részt aktívan a politikában, és a jobboldali eszméket képviselte Dalmáciában. Már tanulmányai során megismerkedett a jobboldali elképzelésekkel, és a Hrvatska című jobboldali lapban együttműködött velük, bírálva a dalmáciai narodnikok opportunista politikáját. 1894-től jogász volt Splitben, ahol Dalmácia összes jobboldali csoportját egyetlen jobboldali szervezetbe, a Jogok Pártjába tömörítette. Ivo Prodannal és Frano Supilóval 1894-ben alapította meg a Jogok Pártját Dalmáciában. Trumbić Supilo mellett a dalmát liberalizmus legfontosabb képviselője lett. 1895 és 1914 között többször volt képviselő a dalmát parlamentben, 1897-ben pedig a bécsi birodalmi tanácsban.
Kezdeményezésére horvát képviselők nyilatkozatot tettek közzé, amelyben megkérdőjelezik Dalmácia államjogi helyzetét a Monarchia osztrák részén. A jobboldaliak és a nacionalisták politikai szövetségének erősítése érdekében 1900-ban részt vett a Dalmáciai Horvát Politikai Társaság alapításában, melynek elnöke lett. 1903-ban Frano Supilóval közösen a horvátok lakta országok egyesítésének és a németesedés által fenyegetett nemzetek együttműködésének gondolatával kezdeményezte az „új kurzus” politikáját. 1905 és 1907 között Split város polgármesteri tisztségét töltötte be. 1905-ben szorgalmazta a Dalmát Jogpárt és a Néppárt Horvát Párttá való egyesítését, amelynek alelnöke lett, és megírta a párt programját. Az „új kurzus” politikája azt jelentette, hogy egy közös Bécsellenes politika mentén közelebb kell kerülni Magyarországhoz, amely jobb kilátásokat nyújt az önrendelkezésre és a horvátok lakta országok egyesítésére. Ez a program volt az alapja a fiumei határozatnak, amelyet a horvát ellenzéki pártok többségének ülésén (1905. október 2-án és 3-án) Trumbić javasolt. Bosznia-Hercegovina annektálása (1908-1909) és a balkáni háborúk (1912-1913) körüli válság után azonban már a délszlávoknak az Osztrák-Magyar Monarchián kívüli egyesítését szorgalmazta.

### Az első világháború idején

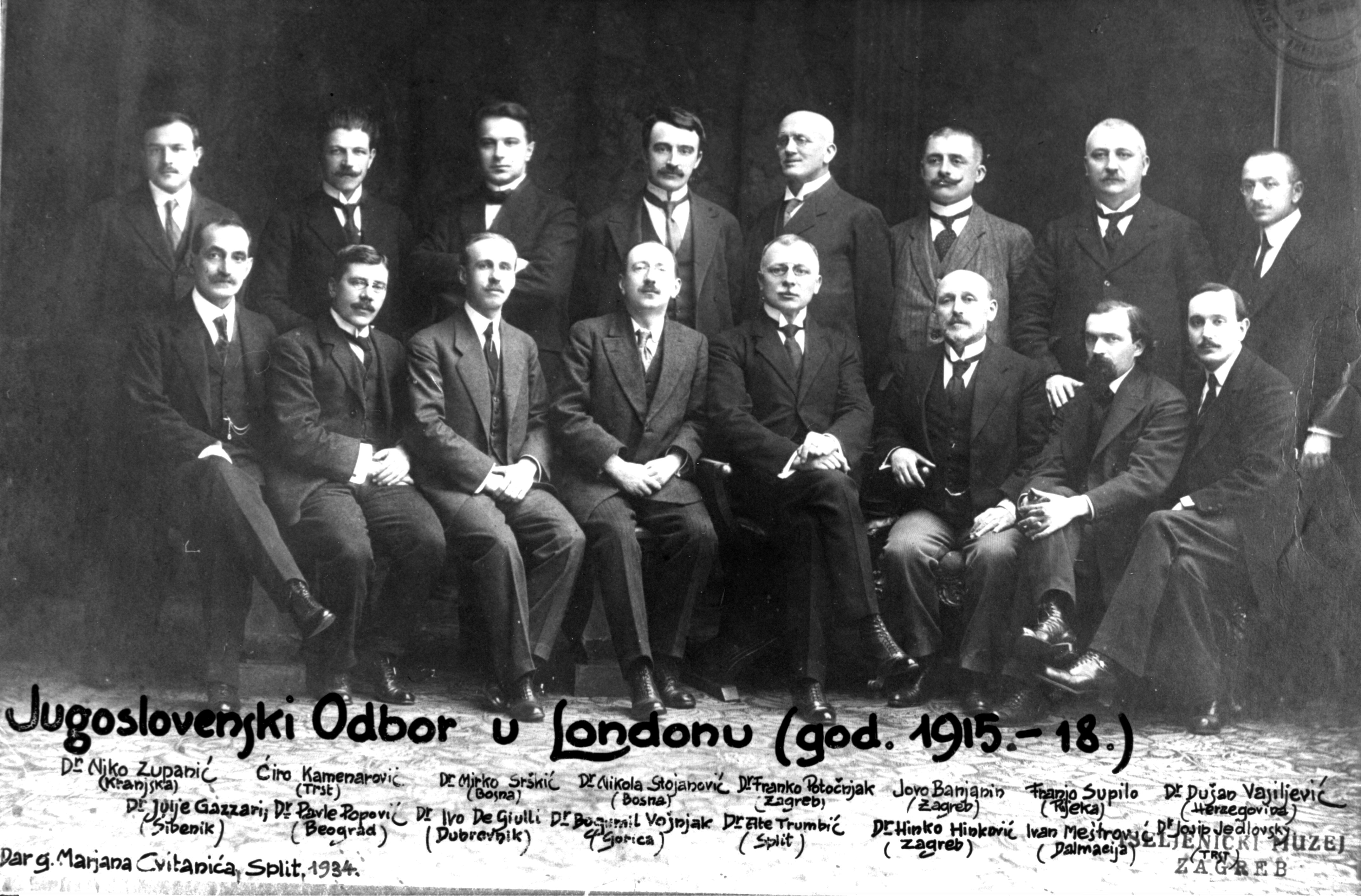
A Jugoszláv Bizottság (elöl, középen a bizottság elnöke: Ante Trumbić)

A horvát-szerb „nemzeti egység” gondolatát elfogadva Trumbić egyre inkább egy közös jugoszláv állam létrehozásával számolt. A szarajevói merénylet után és az ellenzéki vezetőkkel kötött korábbi megállapodás szerint Olaszországba ment, ahol Frano Supilóval és Ivan Meštrovićcsal igyekezett megakadályozni, hogy a szövetségesek összejátszanak Olaszországgal a horvát és szlovén területek rovására. A szerb titkolózás jelei ellenére Trumbić, miután találkozott a hazai pártok és Szerbia képviselőivel, valamint 1915 áprilisában Nišben Nikola Pašićtyal is beszélt, ragaszkodott a Jugoszláv Bizottság megalakításához, amely május végén Párizsban Trumbićcsal az élen meg is alakult. Ebben a bizottságban kezdetben nézeteltérések voltak Trumbić és Supilo között, aki Trumbićcsal ellentétben szerb garanciákat követelt a közös állam előfeltételeként. Ezután a londoni bizottság elnöke volt, és megpróbálta elérni, hogy a bizottságot az antant hatalmak és a szerb kormány a Monarchia délszláv népeinek és a jugoszláv önkéntes csapatok (mint szövetséges katonai egységek) érdekeinek egyetlen képviselőjeként ismerjék el. A Szerb Királysággal való egyesülés szükségességéről alkotott véleménye miatt összeütközésbe került Supilóval, aki ezután ki is lépett a bizottságból. Az 1917. februári oroszországi forradalom után Pašić beleegyezett, hogy egy új államról tárgyaljon, ami megnyitotta az utat a korfui konferencia előtt.
A korfui konferencián szorgalmazta, hogy a Szerb Királyság és más délszláv nemzetek egyesítése a nemzeti sajátosságok elismerése alapján történjen. A korfui nyilatkozatot (1917. július 20.), amely szembehelyezkedett Nikola Pašić nagyszerb felfogásával a délszláv egyesülés alapdokumentumának tartotta, amelyet a Jugoszláv Bizottság nevében írt alá. Maga a nyilatkozat egy kompromisszumos és vázlatos dokumentum volt. A Szlovének, Horvátok és Szerbek Nemzeti Tanácsának képviselőjeként a genfi konferencián (1918. november 9.) elérte, hogy a Szlovének, Horvátok és Szerbek Államát a Szerb Királysággal egyenrangúként ismerjék el a délszláv népeknek a Szerb Királysággal való egyesülésében, de mivel a szerb kormány elutasította a konferencia következtetéseit, az egyesülés az ő politikai befolyása nélkül valósult meg.

### A Jugoszláv Királyságban

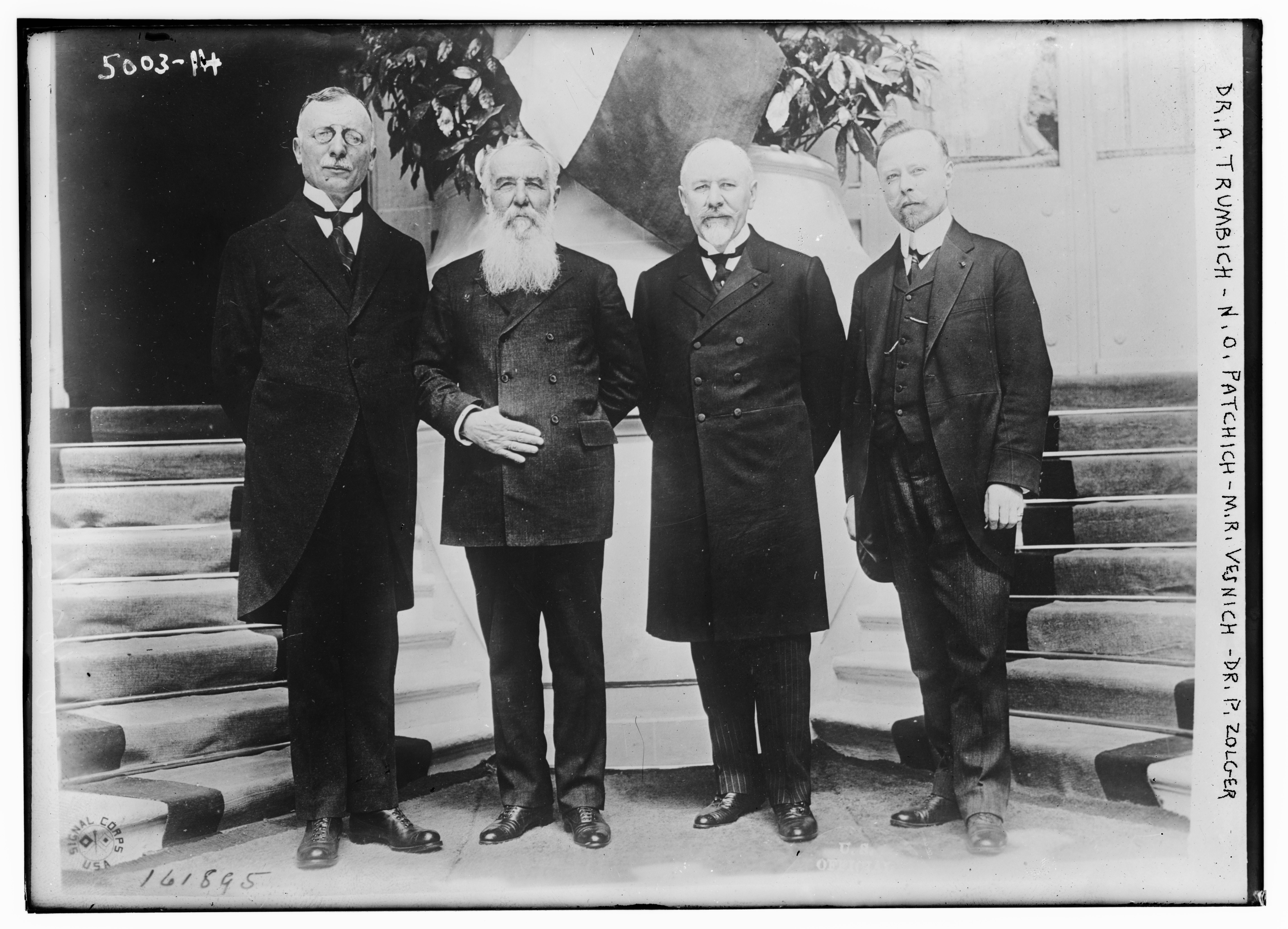
Ante Trumbić (bal szélen) szerb politikusokkal (Pašić, Vesnić és Zolger) 1919-ben a párizsi békekonferencián

Az új délszláv állam, a Szerb-Horvát-Szlovén Királyság 1918. december 1-jei megalakulása és a radikális Stojan Protić elnökletével létrejött az első közös kormány megalakulása után külügyminiszterré választották (december 20-án). Pašić helyetteseként részt vett a versailles-i békekonferencián, ahol Szerb-Horvát-Szlovén Királyság érdekeit képviselve fellépett az Adriai-tenger keleti partja felé irányuló túlzott olasz igények ellen. A Rapallóban az Olaszországgal folytatott területi tárgyalásokon (1920. november 8-12.) a jugoszláv küldöttség vezetője volt, majd lemondott. A belgrádi politikában csalódott Trumbićot ezután független képviselőként beválasztották az Alkotmányozó Nemzetgyűlésbe, ahol elítélte a centralista alkotmányjavaslatot, és ellene szavazott. A többi horvát képviselőhöz hasonlóan ő is ellenezte a Vidovdan alkotmányt.
Kiállt a föderalista államszervezet és a nemzeti egyenlőség mellett. Miután 1923-ban Zágrábba költözött, 1924-ben csatlakozott a Horvát Közösséghez (amely a horvát blokk nevű pártszövetség része volt). A Horvát Közösséget, ezt az autonóm civil pártot a republikanizmus felé irányította. A Horvát Népi Parasztpárt (HRSS) vezetőségének 1925-ös letartóztatása után Stjepan Radić ügyvédje volt, majd elfogadta a HRSS jelöltségét, és a párt egyik Zágráb városi jelöltjeként körzetében megnyerte az 1925-ös parlamenti választásokat. A Radićcsal való szakítás és a Vidovdan alkotmány elfogadása után Radić kormányba lépését a hegemónia előtti kapitulációként értékelte, és kilépett a pártból, majd megalapította a Radić-ellenes Horvát Föderalista Parasztpártot. A párt a Vidovdan-alkotmány el nem ismerésére és a centralista államszervezetre alapozta programját. Az 1927-es parlamenti választásokon a frankistákkal létrehozta a horvát blokkot, és Zágrábban Ante Pavelićcsel együtt választották meg.
Stjepan Radić meggyilkolása után (1928. június 20.) csatlakozott a Paraszt-Demokratikus Koalíció (SDK) képviselői csoportjához, és a külpolitikában a Horvát Parasztpárt (HSS) politikáját képviselte. Ez a HSS számos nyugati országban megbukott külpolitikai küldetése volt. A szeptember 6-iki diktatúrára reagálva hivatalosan is csatlakozott a HSS-hez. 1930-as letartóztatása után Vladimir Mačeket védte. 1932-ben Mačekkel és az SDK-val együtt részt vett a zágrábi pontok elnevezésű határozat megalkotásában. A határozat szövegét, melyet Mile Budak is aláírt, Trumbić készítette el.Ebben az állásfoglalásban elítélik a szerb hegemóniát, hangsúlyozzák a horvát sajátosságokat, és a komplex állam igényét. Maček bebörtönzése idején (1932-1934) informálisan ő vezette a HSS-t.
Elsősorban a horvát nép érdekeit szem előtt tartva, a horvátok lakta területek számára nehéz körülmények között szembesült a Jugoszláv Királyság okozta csalódásokkal, és három évvel az állam felbomlása előtt, Zágrábban halt meg. Splitben temették el, síremlékét, Ivan Meštrović alkotását halálának évfordulóján, 1939 novemberében állították fel.

## Művei
- Programni govor Dra Ante Trumbića načelnika obćine Splita izrečen U I. sjednici obćinskoga vieća dne 13. veljače 1906., tiskan na izvršenje jednoglasnog zaključka istoga vieća, Brzotiskom Narodne tiskare, Split, 1906.
- Le problème de l'Adriatique, Lang Blanchong, Pariz, 1919.
- Govor Dr Ante Trumbića: u sednici Ustavotvorne skupštine u Beogradu 23. i 25. aprila 1921. povodom generalnog pretresa o ustavu, Državna Štamp. Kraljevine Srba, Hrvata i Slovenaca, Beograd, 1921.
- Dvije politike: Pašić – Trumbić o ujedinjenju Srba, Hrvata i Slovenaca, Tipografija d.d., Zagreb, 1923.
- Suton Austro-Ugarske i Riječka rezolucija: iz mojih političkih uspomena, Vlastita naklada, Zagreb, 1936.

### Posztumusz kiadott munkái
- Izabrani spisi, (vállogatta és szerkesztette: Ivo Petrinović), Književni krug, Split, 1986.
- Izabrani politički spisi, (vállogatta és a bevezető tanulmányt írta: Ivo Petrinović), Golden marketing-Narodne novine, Zagreb, 1998.

## Fordítás
Ez a szócikk részben vagy egészben  az   Ante Trumbić című horvát Wikipédia-szócikk ezen változatának fordításán alapul.  Az eredeti cikk szerkesztőit annak laptörténete sorolja fel. Ez a jelzés csupán a megfogalmazás eredetét és a szerzői jogokat jelzi, nem szolgál a cikkben szereplő információk forrásmegjelöléseként.